# 羅羅·撒塔琳·戴比路克
菈菈·撒塔琳·戴比路克（日语： Rara Satarin Debirūku，簡稱菈菈）是日本漫畫系列《出包王女》的女主角，由長谷見沙貴和矢吹健太朗所創。在作品中，菈菈是戴比路克星的第一公主，但因討厭跟不斷湧現的候選結婚對象相親的日子而逃往地球，並在抵達地球後假裝跟人類少年結城梨斗相戀，以此逃避父親所選的相親對象。不過菈菈及後因誤解了梨斗的發言，而真的喜歡上了他。
在改編动画中，菈菈的日語版配音員為戶松遙，英語版則由亚历克西斯·蒂普顿負責配音。菈菈於《出包王女》中人氣頗高，並獲得評論者不錯的評價。他們對於角色的個性和外表吸引力表示好評，不過對於羅羅在《出包王女DARKNESS》的出場頻率明顯減少一事，仍有評論者批評之。

## 人物

### 設計
羅羅是一名擁有曲線身材、翠眼、粉紅色長髮的美少女。她最引人注目的特徵為其尾巴——她的尾巴十分幼長，末端以心形尖頭收結；它從其背部下方延伸出去。她總是戴著一個髮夾，髮夾上方有兩條呈螺旋形的黑線——它實際上為羅羅製造的變形機械人沛凱。沛凱能夠變成羅羅经常穿着的各種服裝。羅羅在故事開始時經常身穿由沛凱變成的「禮服」，亦即「沛凱原形特徵的放大版」。羅羅為了融入地球人的生活，而要求沛凱變成各种地球人经常穿着的衣服；為了在沛凱的能源用完時自己有衣服可穿，故她亦為自己購入大量服裝。羅羅因其出眾的外表而在校內備受其他女生憧憬。她亦使得其他身材相對一般的女生感到自卑。不過她對自己的外表不以為然。羅羅的好友籾岡里紗指出，她的三圍分別是B89/W57/H87，這跟官方設定集上的資料相符:22。

### 個性
羅羅的外表雖跟其年紀相符，但內在則較為小孩子氣：她十分衝動，常常不太深思熟慮便作出行動。不過她同時十分外向、善於社交、擁有一副姣好的外表——這些特點皆使得她在校內十分受歡迎。她有愛大方，希望每一個她關心的人都感到高興，展現出十分惊人的同情心。她對地球的文化不那麽了解，經常因為意外或溝通不良而犯下非常危險的錯誤。羅羅在跟結城梨斗等人相處的過程中漸漸變得成熟起來（主要是情感方面）。
羅羅自登場以來就缺乏羞恥心：她不介意在公眾場合或家中一絲不掛，即使讓梨斗看到自己的裸体也好亦沒什麼感覺。 她曾邀請梨斗一起入浴。在戴比路克星的時候，她往往會在女僕在場的情況下入浴，而這成為了其缺乏羞恥心的原因:24。

### 能力
羅羅是銀河系最強勢力戴比路克銀河系的第一公主，所以其戰鬥能力和運動能力皆很高。她在戴比路克銀河系當中仍為數一數二的天才，並有着發明各种事物的技術。她一拳所形成的衝擊波能打破牆壁。即使是沉重的攻擊，通常也不會對她造成什麼傷害；她因此亦能抵受十分辣的食物。羅羅擁有遺傳自母親賽菲·米卡埃拉·戴比路克的代谢率，使得她不會發胖。羅羅就像其他戴比路克星人般，背部同樣有一條尾巴。她的尾巴可以發出光線攻擊。不過它是十分敏感的，致使她的好友稱其尾巴為其「弱點」。但她一旦往尾巴蓄力，就能以之甩人。
她的發明技能很高，使之能夠創造出非常奇特的發明，甚至改造現成物品。戴比路克星曾經想把其發明用於軍事上。羅羅在整個系列中不斷發明各種各樣的東西，它們大多在外表上跟玩具差不多。她的部分发明只有娛樂用途。系列中一個常見橋段跟其發明有關：當中她自身或使用者在使用其發明時，突然發生意外，最終引致各種各樣的殺必死畫面。

## 作中表現

### 本篇
羅羅是戴比路克之王奇多和王妃賽菲所生下的女兒，戴比路克星銀河系的第一公主。在其之下有兩個妹妹——奈奈和毛毛。她跟奈奈和毛毛關係不錯。她在童年時期便跟梅莫魯西星人的王室人物連/倫結成好友，不過與連相比，她更喜歡連的女性人格倫。羅羅是下任王妃的有力人選，但須透過結婚來使她及其配偶繼承王位。因此在其遇上梨斗前，便不斷有男性追求者向她求婚。不過全部都給她一口拒絕。她最終因抵受不了這種不斷與對象相親的日子，而從母星逃往地球。
羅羅在逃走期間被隨機傳送到結城梨斗家的浴室——而當時梨斗正在家裏入浴。梨斗在聽完事情原委後，決定不遺餘力地保護她。次日，梨斗嘗試向暗戀已久的同學西連寺春菜表白，但卻把對象意外搞錯成羅羅。羅羅接受了梨斗對自己的表白，並為此感到高興。羅羅於是繼續留在地球。不過王室親衛隊隊長薩斯丁在找到羅羅後，便嘗試把之帶回母星。他在聽到羅羅要留在地球跟梨斗結婚的決定後，大感失望，接着开始嘗試襲擊梨斗。梨斗後來表示，他認為結婚是要看伴侶雙方是否兩情相悅。薩斯丁及羅羅皆誤解了梨斗的有關發言，認為他明白羅羅的感受。而羅羅则因有关言論而真的喜欢上了梨斗，並決定將來一定要與之結婚。薩斯丁於最後接受了這段關係。
在整部本篇中，羅羅不斷協助梨斗对抗她的前婚約者。儘管羅羅有着一些缺点，但她跟梨斗的交情和关系隨着劇情發展而變得更為穩定。春菜在和羅羅深交後，向之承認自己也喜歡梨斗。羅羅對此並沒有不高興，反而十分高興。梨斗跟其他女主角的關係也因「跟羅羅一起生活」此事而出現很大的改變，最终使得梨斗意识到自己也喜欢羅羅。後來，他決定對羅羅坦白自己同時喜歡羅羅及春菜的感受。羅羅對此感到高興，並向他解釋道：若他跟自己一起結婚，那麼就會成為戴比路克星王，繼令之能夠無視地球的法律，可以迎娶多個配偶，最終使得他能夠同時迎娶羅羅和春菜。羅羅於是鼓勵梨斗向春菜表白。不過在梨斗嘗試這樣做時，他又再一次把其告白對象搞錯成春菜以外的四名少女。

### DARKNESS篇
羅羅在DARKNESS篇中繼續支持梨斗與春菜的关系，同时亦嘗試鞏固自身跟梨斗的关系。羅羅的妹妹毛毛同样愛上了梨斗，她希望梨斗能與羅羅结婚，使得梨斗能夠迎娶包括她在內的眾多女子为側室。毛毛在得到羅羅的啟發之後，為了此一理想而開展了樂園（後宮）計劃。及後羅羅為了保護梨斗，而跟金色黑暗發生了一場戰鬥。在戰鬥來到高潮時，金色黑暗創造了一把巨刃去嘗試殺死羅羅。梨斗雖建議羅羅逃走，但羅羅不理會，反抱緊梨斗，說這能助其使出最大的力量。羅羅最終透過尾巴的光線攻擊，成功抵禦金色黑暗，但由於力量使用過度的關係，故其身體變成小孩子的模樣。不過她最終恢復原狀。

### 改編動畫
在《茶煲情緣》的改編動畫中，羅羅同样在梨斗入浴期間出现，但梨斗卻不小心捏着羅羅的胸部——此舉在戴比路克星被視為提出婚約。要取消這門婚約，則需在3天內再捏回羅羅的胸部——梨斗在3天內都無法實現之，致使婚約成立。此一設定只存於動畫中。

### 其他
羅羅亦在五部改編自《茶煲情緣》的電子遊戲中登場：《出包王女：兴奋！林间学校篇》（To LOVEる ワクワク!林間学校編）、《出包王女：心跳！临海学校篇》（TO LOVEとらぶる ドキドキ! 臨海学校編）、《出包王女DARKNESS 戰鬥絕頂》（To LOVEる－とらぶる－ ダークネスバトルエクスタシー）、《出包王女DARKNESS Idol Revolution》（To LOVEる-とらぶる- ダークネス -Idol Revolution-）、《出包王女DARKNESS 真正的公主》（To LOVEる-とらぶる- ダークネストゥループリンセス）。羅羅在《週刊少年Jump》的跨作品格鬥遊戲《J 群星勝利對決》中擔任輔助角色，並在輕小說系列《嬌蠻貓娘大橫行！》的改編漫畫中擔任客串角色。

## 各界反應

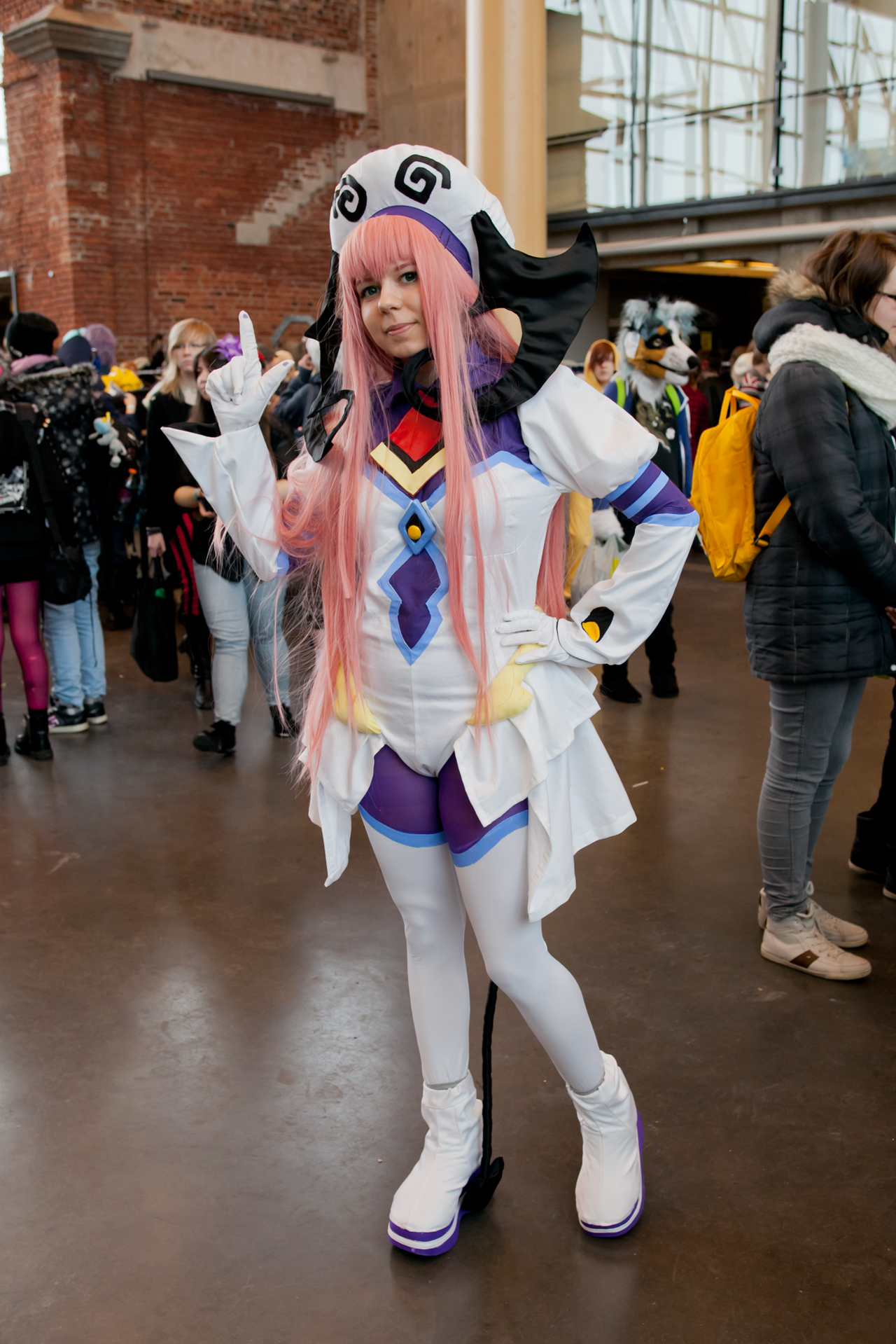
一位羅羅的Cosplayer

### 角色人氣
羅羅是《茶煲情緣》當中較為受歡迎的角色，有很多女性讀者會選擇去扮演她。在《茶煲情緣》的首次人氣投票當中，羅羅以5472票取得最受歡迎的角色首位。
《Jump Square》的2015年6月號發表了《茶煲情緣DARKNESS》女主角的人氣投票結果，結果顯示羅羅獲得「想和她成為朋友的女主角」第2位、「想要交換身體一天的女主角」第2位、「想跟她成為戀人（或妻子）的女主角」第3位、「想當作家人（但不是戀人/妻子）的女主角」第3位、「如果所有女主角都在同一個偶像團體，你最喜歡哪個？」第3位。《Jump Square》在同年10月號發表了《茶煲情緣DARKNESS》女主角的另一項人氣投票結果 ，羅羅在其中獲得「想跟她成為戀人（或妻子）的女主角」第4位、「想當作家人（但不是戀人/妻子）的女主角」第4位、「如果所有女主角都在同一個偶像團體，你最喜歡哪個？」第6位、「想要交換身體一天的女主角」第6位、「想和她成為朋友的女主角」第8位。

### 媒體評論
THEM動畫評論網在評論《茶煲情緣》時，稱羅羅十分可愛，而且令人討喜，但「有時有點煩人」。上述網站的評論者艾伦·穆迪（Allen Moody）在另一篇評論中表示，當羅羅的妹妹毛毛成為故事軸心後，羅羅就沒什麼出場機會，而且她的作用只餘下為劇情增添殺必死，增添完殺必死場面後又再退居幕後——穆迪對此批評道：「这是一种耻辱，因為羅羅是個真正的好人」。
動畫新聞網的西倫·馬丁（Theron Martin）在評論《茶煲情緣》時，稱羅羅是一個整天「兴高采烈的傻瓜」，但同時讚揚她是個「裸体美人」，並表示羅羅於眾多女主角當中最為性感；而《茶煲情緣》系列也給予他足夠的機會去欣賞羅羅的美姿。在另一篇有關DARKNESS篇的評論中，馬丁表示女主角羅羅是個「無容置疑的有趣角色」。他評論道，羅羅活潑的性格和艷麗的線條，跟清純性感、愚鈍的天才、帶稚氣成分的浪漫主义這些特點形成了巧妙的平衡。不过，马丁認為這種平衡過於脆弱，並指出由於《茶煲情緣》需維持其喜劇元素，故其几乎沒有為角色發展留下空間。

## 外部連結
- 官網上有關羅羅的介紹 （页面存档备份，存于）
- To Love Ru Wiki上的羅羅·撒塔琳·戴比路克 （页面存档备份，存于）
- 萌娘百科上的菈菈·萨塔琳·戴比路克 （页面存档备份，存于）